# Tony Popovic
Anthony „Tony“ Popovic (* 4. Juli 1973 in Sydney, kroatische Schreibweise des Nachnamens: Popović, [ˈpɔːpɔʋitɕ]) ist ein Fußballtrainer und ehemaliger australischer Fußballspieler kroatischer Abstammung, der auf der Position eines Abwehrspielers zum Einsatz kam. Er absolvierte über fünfzig Länderspiele für die australische Fußballnationalmannschaft, mit der er an der Fußball-Weltmeisterschaft 2006 in Deutschland teilnahm. Auf Vereinsebene spielte er neben Australien auch in Japan, England und Katar. Seit September 2024 trainiert er die australischen Fußballnationalmannschaft.

## Spielerkarriere

### Verein
Popovic begann seine Karriere im Jahre 1989 bei Sydney United, für die er bis 1997 spielte. Im Jahre 1994 wurde er an den Canberra FC verliehen, kam aber im selben Jahr wieder nach Sydney zurück. Im Jahre 1997 wechselte er für fünf Jahre nach Japan zu Sanfrecce Hiroshima. 2001 folgte dann der Schritt in die zweite englische Liga, wo er beim Londoner Verein Crystal Palace zum Einsatz kam. In der Saison 2004/05 spielte er ein Jahr mit dem Team in der Premier League, bevor der Verein wieder in die zweite Liga absteigen musste. Zwischenzeitlich wurde Popovic zum Kapitän der Mannschaft. Nachdem der Vertrag am Ende der Saison 2005/06 ausgelaufen war, wechselte er im Sommer 2006 nach Katar zu al-Arabi, die er zur Sommerpause vor der Saison 2007/08 wieder verließ, um in sein Heimatland zurückzukehren. Von 2007 bis November 2008 war er für den Sydney FC aktiv. Danach beendete er seine Karriere als Fußballspieler.

### Nationalmannschaft
Ab 1989 durchlief Tony Popovic die verschiedenen Jugendauswahlen Australiens und war 1992 auch Mitglied der australischen Mannschaft bei den Olympischen Spielen in Barcelona. Von 1995 bis 2006 gehörte er fest zur australischen A-Nationalmannschaft, wo er zu 58 Einsätzen sowie acht Toren kam. Im Jahre 2005 konnte er mit dem Team die zweite Qualifikation für eine Fußball-Weltmeisterschaft nach 1974 feiern. Im folgenden Jahr gehörte er auch zum australischen WM-Aufgebot beim Turnier in Deutschland 2006 und kam im Vorrundenspiel gegen die brasilianische Mannschaft zum Einsatz. 1996, 2000 und 2004 konnte er mit seinem Land zudem den OFC-Nationen-Pokal gewinnen. Mit einem Freundschaftsspiel im Oktober 2006 gegen Paraguay beendete Popovic seine internationale Karriere. Auch für seine langjährigen Nationalmannschaftsgefährten Zeljko Kalac, Stan Lazaridis und Tony Vidmar war dies das Abschiedsspiel.

## Trainerkarriere
Von 2008 bis 2011 war Popovic Assistenztrainer beim Sydney FC. In der Saison 2011/12 war er bei einem weiteren seiner früheren Vereine, dem Crystal Palace F.C., als Co-Trainer angestellt und erreichte mit dem damaligen englischen Zweitligisten den 17. Tabellenplatz in der aus 24 Vereinen bestehenden Liga. 2012 wurde er Cheftrainer des neugegründeten Franchise Western Sydney Wanderers FC. Während seiner Amtszeit erreichte er dreimal die Vizemeisterschaft. 2013 gewann er mit seinem Team die reguläre Saison der australischen A-League und 2014 gewann er die asiatische Champions League. Im Oktober 2017 verließ er die Mannschaft und übernahm Kardemir Karabükspor in der türkischen Süper Lig. Dort erreichte er in der Saison 2017/18 nur einen Sieg aus acht Spielen und wurde nach zwei Monaten wieder entlassen. Im Mai 2018 wurde er neuer Cheftrainer von Perth Glory, mit denen er 2019 erneut die reguläre Saison der A-League gewann. Zur Saison 2020/21 übernahm er den griechischen Zweitligisten AO Xanthi, wurde jedoch im Februar 2021 entlassen. Im Juli 2021 kehrte Popovic nach Australien zurück und war dort vom 1. Juli 2021 bis 30. Juni 2024 beim Erstligisten Melbourne Victory unter Vertrag. Seit 23. September 2024 ist er Trainer der australischen Nationalmannschaft.

## Persönliches
Popovics Söhne Kristian (* 2001) und Gabriel (* 2003) sind ebenfalls professionelle Fußballspieler.

## Erfolge

### Als Spieler
- OFC-Nationen-Pokalsieger:
  - 1996, 2000, 2004

### Als Trainer
- AFC Champions League: 2014 mit den Western Sydney Wanderers
- Reguläre Saison der A-League: 2013 mit den Western Sydney Wanderers und 2019 mit Perth Glory
- Trainer des Jahres der A-League: 2013 und 2019
- AFC-Trainer des Jahres: 2014